# Сен-Пале-сюр-Мер
Сен-Пале́-сюр-Мер (фр. Saint-Palais-sur-Mer) — коммуна во Франции, находится в регионе Пуату — Шаранта. Департамент коммуны — Приморская Шаранта. Входит в состав кантона Ла-Трамблад. Округ коммуны — Рошфор.
Код INSEE коммуны — 17380.

## Население
Население коммуны на 2010 год составляло 3958 человек.
| 1962 | 1968 | 1975 | 1982 | 1990 | 1999 | 2010 |
| ---- | ---- | ---- | ---- | ---- | ---- | ---- |
| 2192 | 2209 | 2127 | 2370 | 2736 | 3342 | 3958 |